# (9663) Zwin
(9663) Zwin  es un asteroide perteneciente al cinturón de asteroides, descubierto el 15 de abril de 1996 por Eric Walter Elst desde el Observatorio Europeo Austral (Observatorio de La Silla), en Chile.

## Designación y nombre
Zwin se designó al principio como 1996 GC18.
Más adelante fue denominado Zwin, adoptando el nombre de la reserva natural belga y holandesa situada en la costa del Mar del Norte.

## Características orbitales
Zwin orbita a una distancia media del Sol de 2,6442 ua, pudiendo acercarse hasta 2,3992 ua y alejarse hasta 2,8893 ua. Tiene una excentricidad de 0,0926 y una inclinación orbital de 0,8805° grados. Emplea en completar una órbita alrededor del Sol 1570 días.

## Características físicas
Su magnitud absoluta es 14,6. Tiene 3,660 km de diámetro. Su albedo se estima en 0,209.